# 保科光志
保科 光志（ほしな こうし、1978年〈昭和53年〉5月24日 - ）は、日本の俳優。
埼玉県出身。アーバンアクターズと業務提携している。

## 出演

### 映画
- 実録・安藤昇侠道伝 烈火（2002年9月14日公開、監督：三池崇史、東映）[6]
- ピカ☆ンチ LIFE IS HARDだけどHAPPY（2002年10月18日公開、監督：堤幸彦、ジェイ・ストーム）[7]
- 月に沈む（2002年10月26日公開、監督：行定勲、オフィスエイト）[8]
- AIKI（2002年11月30日公開、監督：天願大介、日活）[9]
- 武勇伝（2003年3月22日公開、監督：清水厚、アートポート）[10]
- 天使の牙B.T.A.（2003年8月23日公開、監督：西村了、ワーナー・ブラザース映画）[11]
- 修羅のみち6 血染めの海峡（2003年10月29日公開、監督：小澤啓一、Knack）[12]
- ワイルド・フラワーズ（2004年4月17日公開、監督：小松隆志、東京テアトル / ザナドゥー）[13]
- キューティーハニー（2004年5月29日公開、監督：庵野秀明、ワーナー・ブラザース映画）[14]
- ファンタスティポ（2005年2月5日公開、監督：薮内省吾、ジェイ・ストーム） - マミー牧場の屈強な男達 役[15]
- 交渉人 真下正義（2005年5月7日公開、監督：本広克行、東宝）[16]
- 容疑者 室井慎次（2005年8月27日公開、監督：君塚良一、東宝）[16]
- 監督・ばんざい!（2007年6月2日公開、監督：北野武、東京テアトル / オフィス北野）[16]
- トリコン!!!リターンズ triple complex Returns（2008年10月11日公開、監督：佐々木浩久、スーパービジョン）[16]
- 少年メリケンサック（2009年2月14日公開、監督：宮藤官九郎、東映）[16]
- 新宿インシデント（2009年5月1日公開、監督：イー・トンシン、ショウゲート）[16]
- 東京島（2010年8月28日公開、監督：篠崎誠、ギャガ） - シマダ 役[17]
- 相棒 劇場版
  - 相棒 -劇場版II- 警視庁占拠! 特命係の一番長い夜（2010年12月23日公開、監督：和泉聖治、東映）[16]
  - 相棒シリーズ X DAY（2013年3月23日公開、監督：櫻井武晴、東映）[16]
  - 相棒 -劇場版III- 巨大密室! 特命係 絶海の孤島へ（2014年4月16日公開、監督：和泉聖治、東映）[16]
  - 相棒 -劇場版IV- 首都クライシス 人質は50万人! 特命係 最後の決断（2017年2月11日公開、監督：橋本一、東映）[16]
- アウトレイジ ビヨンド（2012年10月6日公開、監督：北野武、ワーナー・ブラザース映画 / オフィス北野）[18]
- 二流小説家 シリアリスト（2013年6月15日公開、監督：猪股宣昭、東映）[16]
- 花と蛇ZERO（2014年5月17日公開、監督：橋本一、東映ビデオ）[16]
- 25 NIJYU-GO（2014年11月1日公開、監督：鹿島勤、東映）[16]
- ソロモンの偽証（2015年3月7日公開（前篇）/ 4月11日公開（後篇）、監督：成島出、松竹）[16]
- 龍三と七人の子分たち（2015年4月25日公開、監督：北野武、ワーナー・ブラザース映画 / オフィス北野）[16]
- 半世界（2019年2月15日、監督：阪本順治、キノフィルムズ） - 横川 役[19]
- 農家の嫁は、取り扱い注意! Part2 有機ある大作戦篇（2021年4月2日公開、監督：いまおかしんじ、TOCANA）[20]

### テレビドラマ
- 仮面ライダーシリーズ（テレビ朝日系）
  - 仮面ライダー龍騎 第12話（2002年4月12日）[21]
  - 仮面ライダー555 第20話（2003年6月8日）
  - 仮面ライダーキバ 第3話（2008年2月10日）[22]
  - 仮面ライダーオーズ 第22話（2011年2月13日） - 楠瀧興行の組員 役
  - 仮面ライダーウィザード 第32話・第33話（2013年4月21日・28日）[23]
- TBS水曜10時枠（TBSテレビ系）
  - やんパパ 第8話（2002年11月27日）[24]
  - きみはペット STORY7（2003年5月28日）[25]
- フジ火曜21時枠 顔 第5話（2003年5月13日、フジテレビ系）[26]
- 金曜ナイトドラマ
  - 特命係長 只野仁シリーズ（テレビ朝日系）
    - ファーストシーズン 第5話・第9話（2003年8月8日・9月5日）[27]
    - セカンドシーズン 第3話・第4話・第7話・最終話（2005年1月28日・2月4日・25日・3月18日）[28]
    - 特命係長 只野仁スペシャル「狙われたセレブな女たち」（2005年8月7日）[29]
    - 特命係長 只野仁スペシャル「高級レストランとおふくろの味」（2006年9月23日）[30]
    - サードシーズン 第1話・第4話・第6話・第8話（2007年1月12日・2月2日・16日・3月2日）[31]

  - 黒い太陽 第7話（2006年9月8日）[32]
- 火曜サスペンス劇場→火曜ドラマゴールド（日本テレビ系）
  - 警部補 佃次郎 第18作「母のこころ」（2003年10月7日）[33]
  - 警視庁鑑識課<第9班> ミッドナイトブルー（2006年11月28日）[34]
- 女と愛とミステリー→水曜ミステリー9（テレビ東京系 / BSジャパン）
  - 和泉教授夫妻シリーズ3 「夏泊殺人岬」（2003年11月5日 / 2003年11月2日）[35]
  - 松本清張特別企画・強き蟻（2006年7月19日 / 2006年7月16日）[36]
  - スペシャル企画 黒い骨（2007年2月28日 / 2007年2月25日）[37]
  - 指紋捜査官・塚原宇平の神業3（2008年5月14日[注 1]）[38]
  - 森村誠一サスペンス 刑事の証明7（2014年4月9日）[39]
- 連続テレビ小説（NHK）
  - 天花
    - 第19回（2004年4月19日）[40]
    - 総集編 前編（2004年12月29日）[41]
- 月曜ゴールデン→月曜名作劇場（TBSテレビ系）
  - 浅見光彦シリーズ 第28作「高千穂伝説殺人事件」（2009年10月5日）[42]
  - 西村京太郎サスペンス 探偵 左文字進10（2006年7月10日）[43]
  - 警視庁機動捜査隊216 第1作「長い夜」（2010年7月19日）[44]
  - 警視庁心理捜査官・明日香2（2012年2月13日）[45]
  - 警視庁鑑識課〜南原幹司の鑑定〜3（2013年8月19日）[46]
  - 捜し屋★諸星光介が走る!7（2014年8月11日）[47]
  - 魔性の群像 刑事・森崎慎平5（2019年1月28日）[48]
- 金曜プレステージ（フジテレビ系）
  - 医療捜査官 財前一二三2（2011年12月16日）[49]
  - 希代の悪女シリーズ 銭女（2014年4月11日）[50]
- 土曜ワイド劇場（テレビ朝日系）
  - 邪光（2004年5月15日）[51]
  - 法医学教室の事件ファイル
    - 第21作 スペシャル（2005年6月25日）[52]
    - 第28作（2009年2月14日）[53]
    - 第31作（2010年9月25日）[54]
    - 第33作（2011年6月11日） - 樋口学 役[55]
    - 第46作 スペシャル（2019年6月23日）[56]

  - おとり捜査官・北見志穂
    - 第10作（2006年5月6日）[57]
    - 第16作（2012年6月9日）[58]

  - ショカツの女〜新宿西署・刑事課強行犯係 第1作（2007年11月10日）[59]
  - 広域警察2（2011年5月21日）[60]
  - タクシードライバーの推理日誌29（2011年7月2日）[61]
  - 森村誠一の棟居刑事
    - 第5作「背徳の詩集」（2011年7月30日）[62]
    - 第6作「死海の伏流」（2012年11月24日）[63]

  - 人類学者・岬久美子の殺人鑑定 第2作（2011年8月6日）[64]
- 木曜ドラマ 富豪刑事 第5話（2005年2月10日、テレビ朝日系）[65]
- 土曜ドラマ 繋がれた明日 第2回・第3回（2006年3月11日・18日、NHK総合）[66]
- 天国の樹 第7話 - 第11話（2006年5月18日 - 6月15日、BSフジ / 2006年6月15日 - 7月20日、フジテレビ）[67]
- ナショナル劇場 特命!刑事どん亀 指令12（2006年6月26日、TBSテレビ系）[68]
- 喰いタンスペシャル 香港ぜんぶ食べちゃうぞ編（2006年9月30日、日本テレビ系）[69]
- 昼ドラ 紅の紋章（2006年10月2日 - 12月27日、フジテレビ系）[70]
- 土曜ドラマ 受験の神様 第3話（2007年7月28日、日本テレビ系）[71]
- 木曜劇場 任侠ヘルパー 第1話（2009年7月9日）[72]
- 土曜時代劇 まっつぐ〜鎌倉河岸捕物控〜 第8回（2010年6月26日、NHK総合）[73]
- ドラマ10 セカンドバージン 第9回（2010年12月7日、NHK総合）[74]
- 連続ドラマW（WOWOW）
  - 東野圭吾 幻夜 第5話（2010年12月19日）[75]
  - 罪と罰 A Falsified Romance 第3話（2012年5月13日）[76]
- 日曜ナイトプレミア（テレビ朝日系）
  - 俺の空 刑事編 第1話（2011年10月16日）[77]
  - 妄想捜査 桑潟幸一准教授のスタイリッシュな生活 第3妄想（2012年2月5日）[78]
- 大河ドラマ（NHK）
  - 平清盛 第1回（2011年1月8日）[79]
  - 八重の桜（2013年）[注 2][80]
    - 総集編 前編（2013年12月29日、NHK BSプレミアム / 2014年1月2日、NHK総合）[81]
- ドラマスペシャル この世で俺/僕だけ（2013年3月31日、BSジャパン）[82]
- 金曜8時のドラマ 新・刑事吉永誠一 第2話（2014年10月24日、テレビ東京系） - 沢地 役
- 相棒（テレビ朝日系）
  - season13 第10回（2015年1月1日）[83]
  - season14 第1話（2015年10月14日）[84]
- 月曜ミステリーシアター 警部補・杉山真太郎〜吉祥寺署事件ファイル 第1話（2015年1月12日、TBSテレビ系）[85]
- 刑事7人（テレビ朝日系）
  - Season1 第8話（2015年9月2日）[86]
  - Season3 第1話（2017年7月12日） - 野本浩司 役[87]
- 洞窟おじさん 完全版 第3話（2015年10月15日、NHK BSプレミアム）[88]
- プレミアムドラマ スリル!黒の章〜弁護士・白井真之介の大災難 最終回（2017年3月19日、NHK BSプレミアム）[89]
- ミステリースペシャル ふぞろい刑事（2017年12月21日、テレビ朝日系） - 田所裕也 役[90]
- 土ドラ9 GO HOME〜警視庁身元不明人相談室〜 Case.3（2024年7月27日、日本テレビ系） - 男性 役

### バラエティ
- 登龍門F お笑い登龍門

### CM
- エーザイ サクロン
- きゅうりのキューちゃん
- サッポロビール 黒ラベル
- CR新海物語

### MV
- 河村隆一
- 浜崎あゆみ
  - Voyage（2002年）
  - Ourselves（2003年）